# 髙木重義
髙木 重義（たかぎ しげよし、1951年4月11日 - ）は、日本の実業家でNTNの元代表取締役社長。静岡県生まれ。
静岡大学工学部電気工学科卒業後、エヌ・テー・エヌ東洋ベアリング 株式会社（現NTN株式会社）入社。
生産技術研究所研究室長、桑名製作所長、執行役員を経て、2011年に代表取締役社長に就任。2014年6月に退任した。